# Blasicrura interrupta
Blasicrura interrupta is een slakkensoort uit de familie van de Cypraeidae. De wetenschappelijke naam van de soort is voor het eerst geldig gepubliceerd in 1824 door J. E. Gray.